# Rádio Devín
Rádio Devín ou SRo 3 est une station de radio publique slovaque appartenant au groupe Radio-télévision slovaque (RTVS). 
Il s'agit d'une radio culturelle. Elle se consacre notamment à la musique classique, au théâtre et à la littérature.